# Guia de alta montanha

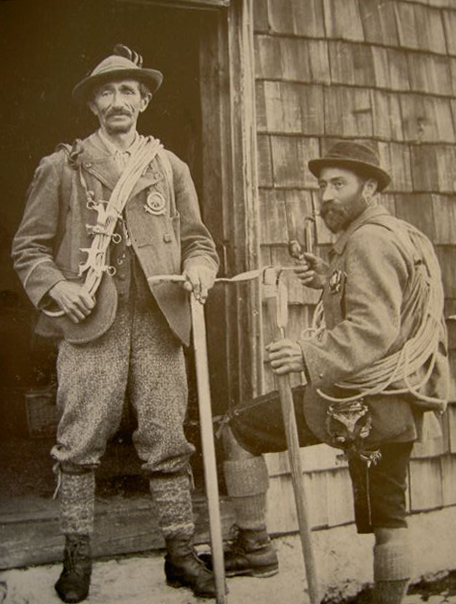
Os guias de montanha austríacos Anselm Klotz (esquerda) e Josef Frey (direita), século XIX.

Um guia de montanha ou guia de alta montanha é um montanhista profissional que conduz um indivíduo ou um grupo através das montanhas, em simultâneo com o ensino e treino desportivo em atividades relacionadas, proporcionando segurança ao praticante de montanhismo. Geralmente é certificado através de uma associação de montanhismo. 

## Capacidades
Os guias de montanha têm normalmente capacidades para a escalada, esqui e trekking (caminhada), sobre rocha, neve ou gelo. Têm se ser capazes de compreender e prever os efeitos do tempo atmosférico, de se orientarem, avaliarem perigos e ter noções de saúde e socorrismo, tanto a nível teórico como prático.
Além de zelar pela segurança, os guias de montanha profissionais frequentemente oferecem outros serviços desejáveis para os seus clientes. Estes serviços podem melhorar significativamente a experiência alpina, especialmente quando o cliente montanheiro tem tempo ou equipamento limitado, carece de um companheiro qualificado ou está visitando uma zona que não lhe é familiar. Estes serviços adicionais poderão incluir:
- Conhecimento local preciso de rotas de montanha, tempo atmosférico, condições da neve ou gelo, conhecimentos sobre os glaciares;
- Formação específica em capacidades como esqui-alpinismo, atenção a avalanches, escalada na rocha, escalada no gelo, orientação na montanha e adequado uso de instrumentos de montanha como piolets, crampons, cordas, ou aparelhos de procura em avalanchas, etc.;
- Capacidade de contactar helicópteros para acesso remoto a locais de esqui-alpinismo ou heliesqui;
- Acesso prioritário meios de subida mecânica;
- Por vezes, acesso mais imediato a lugares de visita limitada como os Parques Nacionais dos Estados Unidos.

## Certificação
Os guias de montanha são empregados ou contratados por grupos ou indivíduos no contexto de expedições de montanhismo ou prática de desportos de inverno, devendo ser certificados por instituições ligadas à Federação Internacional de Associações de Guias de Montanha. A certificação é feita através de um rigoroso processo de exame que abarca a escalada em rocha, a escalada alpina e o montanhismo em esqui. Dura tipicamente entre 3 e 7 anos a formação dos guias de montanha, e a certificação exige um alto nível de compromisso, dedicação e habilidades técnicas. 

## Organização
Os guias de montanha organizam-se normalmente em associações nacionais e internacionais. A maior organização internacional é a Federação Internacional de Associações de Guias de Montanha sediada em Gstaad, Suíça. A qualificação internacional dos guias está reconhecida pela UIAGM (União Internacional de Associações de Guias de Montanha), com sede em Gstaad, Suíça e a UIMLA (União Internacional de Guias Acompanhantes de Montanha).

## Em França

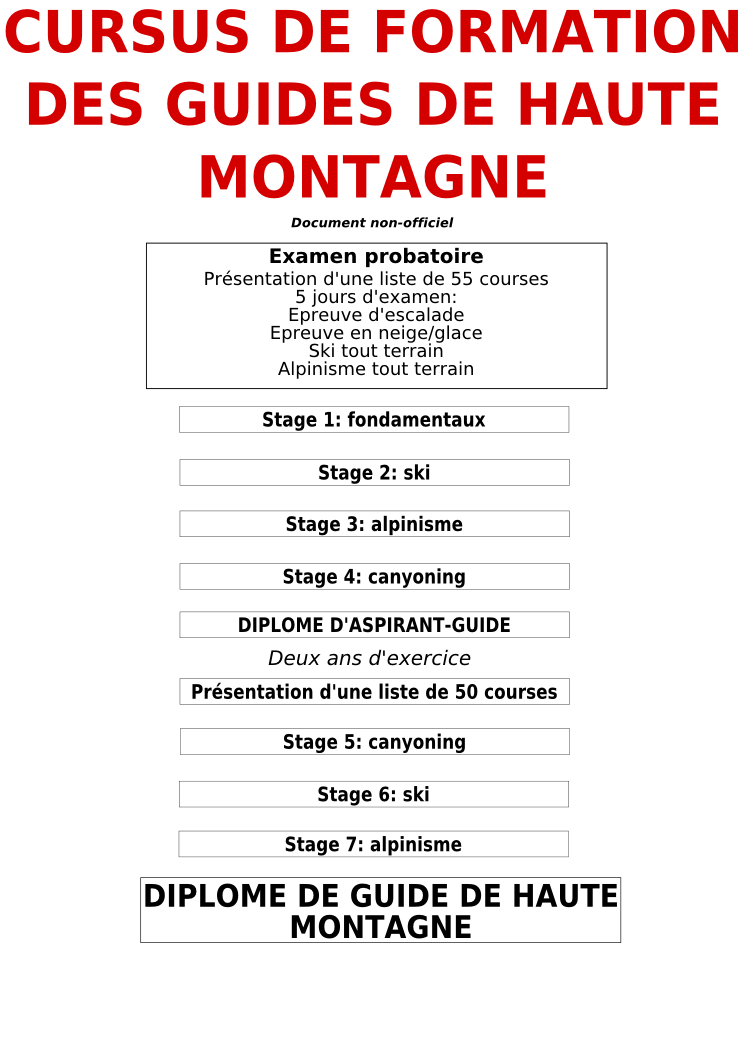
Diploma conferido pelo estado francês ("guide de haute montagne")

Em França, o título de guide de haute montagne é um título e diploma do Estado destinado a preparar profissionais a guiar uma pessoa ou um grupo de pessoas que pretendem fazer percurso na alta montanha. Ele é não somente o que mostra a caminho, o guia, mas o que ensina a escolher uma bom itinerário e ensina as técnicas em cada tipo de terreno.
Em França é a Escola nacional dos desportos de montanha, cuja sede se encontra em Chamonix, que dá o diploma que é considerado uma referência nas escolas de alpinismo.  O diploma é tirado em cinco dias de provas de comportam;  esqui, esqui-alpinismo, alpinismo, Esqui fora de pista, escalada, escalada no gelo, raquete de neve, via ferrata, trekking e canoagem.
Historicamente, se o guia  apareceu com a ascensão do Monte Branco a 8 de Agosto de 1786  por Jacques Balmat e o doutor Paccard, o diploma, esse, nasce com o desejo de regulamentar o que viria a ser uma profissão, e naturalmente a ENSA instalou-se em Chamonix.  Depois da França, todos os países alpinos criaram a sua estrutura de guias de alta montanha, como a Itália, a Suíça, a Alemanha, e a Áustria.